# Rombaksbrug

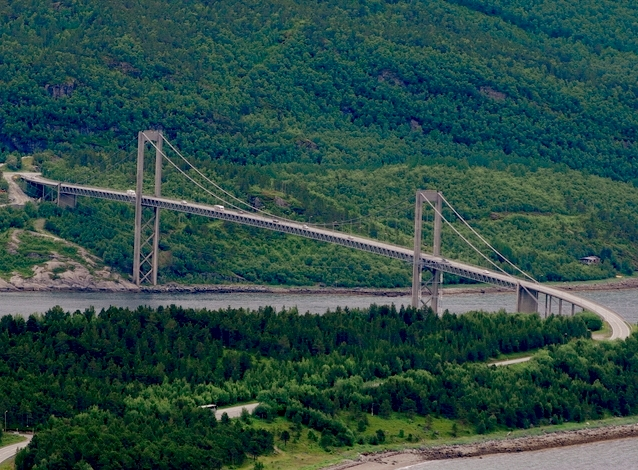
Rombaksbrug

De Rombaksbrug (Rombaksbrua) is een tuibrug over Rombaken, een baai van de Ofotfjord.
De Ofotfjord is bij Narvik zo diep en steil dat een brug naar Øyjord aan de overzijde lang niet mogelijk was (vanuit Narvik zie je het dorp liggen). Toch moest een verbinding tot stand gemaakt worden om de Europese weg 6 te laten doorvoeren. In 1964 kwam daarom de Rombaksbrug met een lengte van 765 meter, een maximale overspanning van 325 meter en 41 meter boven zeeniveau tot stand. Een andere verbinding hier en elders was toen technisch niet mogelijk. Het dal is zo steil, dat er ook nergens in de omgeving een plaats is om bijvoorbeeld een veer te laten varen. De beste gelegenheid daartoe ligt pas in Bjervik, 33 km van Narvik. De brug is mede zo bijzonder omdat in de richting Noord-Zuid het weg dek stijgt, de taluds op de oevers liggen niet op dezelfde hoogten.
De brug is gevoelig voor sneeuwval en lawines van bergen noordelijk en zuidelijk van Rombaken, daarom overwoog men al jaren een nieuwe brug te bouwen. De prijs daarvoor was iedere keer het struikelblok, men moet beide oevers ingrijpend wijzigen om een brug tussen Øyjord en Narvik mogelijk te maken. De verbinding tussen deze twee plaatsen, de Hålogalandsbrug, is in 2018 geopend voor verkeer en is hiermee een directere route over het Rombaken. De E6 loopt sinds 2018 dan ook over deze brug, de Rombaksbrug is sindsdien deel van de onaangegeven Fylkesvei 7575.